# Talk-O-Mat
Der Talk-O-Mat war ein deutschsprachiger Podcast, bei dem zwei Prominente in einer Art Blind Date aufeinandertrafen. Produziert wurde der Podcast von dem Berliner Unternehmen BosePark Productions im Auftrag von Spotify. Die Idee stammte von Su Holder.

## Inhalt
In jeder Ausgabe wurden zwei prominente Gäste mit verbundenen Augen in ein Tonstudio geführt. Aufgenommen wurde der Podcast in den Studios von BosePark Productions in Berlin. Zeitgleich nahmen sie zum Start der Folge ihre Augenbinde ab und sahen sich zum ersten Mal. Die Themen der nächsten 45 bis 60 Minuten lieferte der Talk-O-Mat, eine „emotionslose Zufalls-gesteuerte Maschine“. Meistens waren dies einzelne Schlagwörter wie „Eitelkeit“, „Angst“ oder „Schulzeit“. Gesprochen wurde der Talk-O-Mat von der deutschen Radiomoderatorin Claudia Kamieth. Vor und nach der Aufnahme wurden die Gesprächspartner getrennt voneinander befragt. Am Ende jeder Folge äußerten sie sich zum Thema „Was ich noch sagen wollte“.

## Folgen
| Folge | Veröffentlichung  | Gäste                                         |
| ----- | ----------------- | --------------------------------------------- |
| 1     | 4. Oktober 2017   | Maeckes und Micaela Schäfer                   |
| 2     | 4. Oktober 2017   | Sido und Shahak Shapira                       |
| 3     | 1. November 2017  | Collien Ulmen-Fernandes und Rooz              |
| 4     | 6. Dezember 2017  | Felix Brummer und Kat Kaufmann                |
| 5     | 3. Januar 2018    | Oliver Polak und Anna Maria Mühe              |
| 6     | 1. Februar 2018   | Casper und Jürgen von der Lippe               |
| 7     | 1. März 2018      | Visa Vie und Max Raabe                        |
| 8     | 5. April 2018     | Arnim Teutoburg-Weiß und Christine Westermann |
| 9     | 3. Mai 2018       | Larissa Rieß und Donnie O’Sullivan            |
| 10    | 7. Juni 2018      | Teesy und Cordula Stratmann                   |
| 11    | 5. Juli 2018      | Trettmann und Ines Anioli                     |
| 12    | 2. August 2018    | Massiv und Sara Nuru                          |
| 13    | 6. September 2018 | Joyce Ilg und Ali As                          |

Als Besonderheit wurde die letzte Folge der ersten Staffel vor Live-Publikum aufgezeichnet, das dann auch die Themen spontan bestimmte.
| Folge | Veröffentlichung  | Gäste                               |
| ----- | ----------------- | ----------------------------------- |
| 14    | 4. Oktober 2018   | Namika und Ingmar Stadelmann        |
| 15    | 18. Oktober 2018  | Alice Merton und Sasha              |
| 16    | 1. November 2018  | Lary und Felix Lobrecht             |
| 17    | 15. November 2018 | Mark Forster und Wana Limar         |
| 18    | 29. November 2018 | Fynn Kliemann und Chilly Gonzales   |
| 19    | 13. Dezember 2018 | Ahzumjot und Jasna Fritzi Bauer     |
| 20    | 27. Dezember 2018 | Chefket und Luke Mockridge          |
| 21    | 10. Januar 2019   | Herrengedeck und Das Lumpenpack     |
| 22    | 24. Januar 2019   | Eko Fresh und Pheline Roggan        |
| 23    | 7. Februar 2019   | Max Giesinger und Drangsal          |
| 24    | 21. Februar 2019  | Paul Ripke und Salwa Houmsi         |
| 25    | 7. März 2019      | Tua und Sophie Passmann             |
| 26    | 21. März 2019     | Curse und Toyah Diebel              |
| 27    | 4. April 2019     | Lena Meyer-Landrut und Ariane Alter |

In der Folge 21 trafen mit Laura Larsson, Ariana Baborie, Maximilian Kennel und Jonas Frömming erstmals vier Promis in einer Folge bei einem Blind Date aufeinander.
| Folge | Veröffentlichung   | Gäste                                 |
| ----- | ------------------ | ------------------------------------- |
| 28    | 18. April 2019     | Leila Lowfire und Micky Beisenherz    |
| 29    | 2. Mai 2019        | Kool Savas und Bettina Rust           |
| 30    | 16. Mai 2019       | Alligatoah und Johannes B. Kerner     |
| 31    | 30. Mai 2019       | Zugezogen Maskulin und Hoe_mies       |
| 32    | 13. Juni 2019      | König Boris und Alli Neumann          |
| 33    | 27. Juni 2019      | Fatoni und Jeannine Michaelsen        |
| 34    | 11. Juli 2019      | Max Richard Leßmann und Jasmin Wagner |
| 35    | 25. Juli 2019      | Tim Bendzko und Aminata Belli         |
| 36    | 8. August 2019     | Djamin (Leoniden) und Elena Gruschka  |
| 37    | 22. August 2019    | Etienne Gardé und Jule Wasabi         |
| 38    | 5. September 2019  | Yassin und Thees Uhlmann              |
| 39    | 19. September 2019 | Marco (Wanda) und Eva Schulz          |
| 40    | 3. Oktober 2019    | Bosse und Paula Lambert               |
| 41    | 17. Oktober 2019   | Katjana Gerz und Mark Benecke         |
| 42    | 31. Oktober 2019   | Nilam Farooq und Rolf Zuckowski       |
| 43    | 14. November 2019  | Caro Daur und Monchi                  |
| 44    | 28. November 2019  | Tommi Schmitt und Ilka Bessin         |
| 45    | 12. Dezember 2019  | Beatrice Egli und Jan Köppen          |
| 46    | 26. Dezember 2019  | Miss Platnum und Howard Carpendale    |

| Folge | Veröffentlichung   | Gäste                                      |
| ----- | ------------------ | ------------------------------------------ |
| 47    | 27. August 2020    | Linda Zervakis und Danger Dan              |
| 48    | 3. September 2020  | Haiyti und Tim Mälzer                      |
| 49    | 10. September 2020 | Clueso und Elif                            |
| 50    | 17. September 2020 | Till Reiners und OG Keemo                  |
| 51    | 24. September 2020 | Emilio Sakraya und Sam Vance Law           |
| 52    | 1. Oktober 2020    | Nura und Nico Santos                       |
| 53    | 8. Oktober 2020    | Lea und Charlotte Würdig                   |
| 54    | 15. Oktober 2020   | Matze Hielscher und Désirée Nick           |
| 55    | 22. Oktober 2020   | Mathea und Atze Schröder                   |
| 56    | 29. Oktober 2020   | Katrin Bauerfeind und Maria Clara Groppler |
| 57    | 5. November 2020   | Sabine Rückert und Paulina Krasa           |
| 58    | 12. November 2020  | El Hotzo und Sascha Lobo                   |

| Folge | Veröffentlichung   | Gäste                                        |
| ----- | ------------------ | -------------------------------------------- |
| 59    | 5. August 2021     | Luisa Neubauer und Maximilian Mundt          |
| 60    | 12. August 2021    | Alex Mariah Peter und Jolina Mennen          |
| 61    | 19. August 2021    | Aurel Mertz und Jennifer Weist               |
| 62    | 26. August 2021    | Sophia Thiel und Twenty4tim                  |
| 63    | 2. September 2021  | Bill & Tom Kaulitz und Dennis & Benni Wolter |
| 64    | 9. September 2021  | Nikeata Thompson und Faisal Kawusi           |
| 65    | 16. September 2021 | Heinz Strunk und Nilz Bokelberg              |
| 66    | 23. September 2021 | Jochen Schropp und Christian Huber           |
| 67    | 30. September 2021 | Annikazion und Parshad                       |
| 68    | 12. Oktober 2021   | Nico Stank und Tarik                         |
| 69    | 19. Oktober 2021   | Jakob Lundt und Ulli Zelle                   |
| 70    | 20. Oktober 2021   | selfiesandra (Dick & Doof) und İdil Baydar   |

| Folge | Veröffentlichung  | Gäste                                            |
| ----- | ----------------- | ------------------------------------------------ |
| 71    | 7. Oktober 2022   | Tommi Schmitt und Trymacs                        |
| 72    | 14. Oktober 2022  | Yung Hurn und Stefanie Giesinger                 |
| 73    | 21. Oktober 2022  | Nina Chuba und Julia Beautx                      |
| 74    | 28. Oktober 2022  | Dagi Bee und Montez                              |
| 75    | 4. November 2022  | Laura Larsson und Natasha Kimberly               |
| 76    | 11. November 2022 | Flobroo und Karim Jamal                          |
| 77    | 18. November 2022 | Badmómzjay und Zoe Wees                          |
| 78    | 25. November 2022 | Henning May und Vanessa Mai                      |
| 79    | 2. Dezember 2022  | Estefania Elisa und Aljosha                      |
| 80    | 9. Dezember 2022  | Palina Rojinski und Elevator Boys (Jacob & Bene) |

## Rezeption
Der Talk-O-Mat war die zweite deutsche Eigenproduktion, die Spotify in Deutschland in Auftrag gegeben hat. Nadin Rabaa vom Spiegel schrieb, die Mischung aus „höflichem Kennenlernen und vollkommener Offenbarung“ mache den Reiz des Podcasts aus. Das Kultur-Portal Mit Vergnügen zählte den Talk-O-Mat zu den „11 neuen deutsche[n] Podcasts, die wirklich hörenswert sind“. 2020 wurde der Talk-O-Mat als beste Produktion beim Deutschen Podcast Preis ausgezeichnet.